# BOX 袴田事件 命とは
『BOX 袴田事件 命とは』（ボックス はかまだじけん いのちとは）は、2010年5月29日に公開された日本の映画作品。

## 概要
1966年に実際に起こった袴田事件を基に元裁判官・熊本典道の視点から描く社会派ドラマ。キャッチコピーは「あなたなら、死刑と言えますか？」。
2010年4月7日に「日本の司法を考える会」の主催により憲政記念館で試写会が行なわれ、袴田の姉と免田事件で知られる免田栄が壇上で演説した。大谷昭宏は「この映画を見てもなお“取調べの完全可視化は不要”という人がいたらお目にかかりたい」と述べている（広告より）。
初日は渋谷ユーロスペースと銀座シネパトスの2館上映（以降順次公開）という小規模公開ながら、ぴあ初日満足度ランキング（ぴあ映画生活調べ）では第1位になるなど非常に高い評価を受けており、人を裁く難しさについて考えさせられたと語る観客も多くいたという。
2010年8月26日より開催されるモントリオール世界映画祭ワールドコンペティション部門に出品されることが決まった。
タイトルに入っている「BOX」は、“ボクシング”と“閉じ込め”、両方の意味をかけたものであるという。

## スタッフ
- 監督・脚本：高橋伴明
- 企画：忠叡
- エグセクティブプロデューサー：後藤正人
- 共同エグセクティブプロデューサー：中島仁、加治潤一
- プロデューサー：西健二郎、林淳一郎
- 総合プロデューサー：後藤忠政[5]
- アソシエイトプロデューサー：大原盛雄
- 脚本：夏井辰徳
- 音楽：林祐介
- 撮影：林淳一郎
- 照明：豊見山明長
- 録音：福田伸
- 美術：丸尾知行
- VFXスーパーバイザー： 立石勝
- 記録：阿保知香子
- 編集：菊池純一
- 監督補：小久保利己
- 制作担当：榊田茂樹

## キャスト
- 熊本典道：萩原聖人
- 袴田巌：新井浩文
- 熊本京子：葉月里緒奈
- 石井判事：村野武範
- 高見判事：保阪尚希
- 松本刑事：ダンカン
- 白岩孝祐：須賀貴匡
- 袴田日出子：中村優子
- 橋口ちず子：雛形あきこ
- 橋口雄一郎：柿澤司
- 石井信一：草野誠
- 典道の長女：原菜乃華（回想）
- 典道の次女：岡山優花、笈木陽莉（回想）
- 検察官・吉川：大杉漣
- 死刑囚：國村隼
- 大久保検事：志村東吾
- 黒柳刑事：テイ龍進
- 藤原所長：上田耕一
- 袴田きぬ：吉村実子
- 横井教授：岸部一徳
- 土肥弁護人：塩見三省
- 立松刑事：石橋凌
- 市川刑事：横須賀裕治